# لیندی
لیندی یکی از شهرهای کشور تانزانیا و مرکز استان لیندی نیز می‌باشد. این شهر یک شهر ساحلی است که در انتهای خلیج لیندی و در حاشیه اقیانوس هند و جنوب شرقی کشور تانزانیا واقع شده‌است.
شهر لیندی از سمت جنوب در فاصله ۴۵۰ کیلومتری از شهر دارالسلام قرار دارد و از سمت شمال هم در فاصله ۱۰۵ کیلومتری از شهر امتوارا قرار دارد.
برپایه نتایج سرشماری عمومی نفوس و مسکن که در سال ۲۰۰۲ توسط دولت تانزانیا انجام شد جمعیت این شهر بالغ بر ۴۱٬۵۴۹ نفر اعلام شده‌است که از این رو به عنوان یکی از کم جمعیت‌ترین مناطق کشور تانزانیا شناخته می‌شود.
این شهر در دهانه رود لوکولدی واقع شده ست و تأسیسات بندری آن هنوز بسیار ابتدایی می‌باشند و در آن واحد بیش از یک یا دو قایق مسافری نمی‌توانند در آن پهلو بگیرند.

## هتلها و رستورانها
در شهر لیندی تعداد بسیار زیادی رستوران وجود دارد که غذاهای روزانه شامل صبحانه ناهار و شام در آنها سرو می‌شود.